# درة شور (سادات محمودي)
درة شور (بالفارسية: دره شور) هي قرية تقع في إيران في قسم سادات محمودي الريفي. يقدر عدد سكانها بـ 135 نسمة بحسب إحصاء 2016.